# Проспект Маршала Баграмяна
Проспект Маршала Баграмяна (арм. Մարշալ Բաղրամյան պողոտա) — проспект в Ереване. Проходит в центральном районе Кентрон, от площади Франции до площади Дружбы (Барекамутюн) в районе Арабкир. Проспект назван в честь советского полководца армянского происхождения, маршала Советского Союза Ивана (Ованеса) Баграмяна, памятник которому стоит в центральной части проспекта.

## Интересные факты
С 1970 года проспект назывался проспектом Дружбы (Барекамутюн).
Так как на проспекте находятся здание Национального собрания Армении и резиденция президента, проспект часто становится местом митингов. В 2015 году во время протестов, вызванных повышением тарифов на электроэнергию, проспект был перекрыт на несколько недель.

## Объекты
На проспекте маршала Баграмяна находятся следующие дома и объекты:
- Резиденция президента Республики Армения
- Здание Национального собрания Армении
- Конституционный суд Республики Армения
- Посольства Швеции, Сирии, Великобритании, Китая и Таиланда.
- Национальная академия наук Республики Армения: здания президиума; институтов геологических наук, механики, математики, искусств, истории, востоковедения; фундаментальной научной библиотеки
- Американский университет Армении
- Дом-музей Арама Хачатуряна
- Дом-музей Сильвы Капутикян
- Союз писателей Армении
- Союз Архитекторов Армении
- Школы: номер 55 (им. Чехова), 76 (армяно-аргентинская), 78 и 172.
- Парк влюблённых
- Армянская евангелистская церковь
- Станции метро Дружба и Маршал Баграмян

## Известные жители
- д. 2 — Эмиль Мирзабекян
- д. 3а — Рафаэль Александрян
- д. 6 — Корюн Акопян (мемориальная доска)
- д. 10 — Михаил Симонов
- д. 20 — Саак Карапетян (мемориальная доска), Ашот Граши (мемориальная доска)
- д. 21 — Мкртич Саркисян
- д. 22 — Вартан Гулканян, Иван Магакьян (мемориальная доска), Арташес Шагинян (мемориальная доска), Арутюн Паносян
- д. 22а — Фадей Саркисян
- д. 30 — Михаил Тер-Микаелян
- д. 34 — Грачия Бунатян
- д. 50 — Гурген Бабаджанян, Мкртич Нерсисян
- д. 50а — Бениамин Маркарян, Бениамин Абрамян, Вазген Чалоян
- д. 50б — Грант Адонц, Севада Бакунц
- д. 50г — Сурен Еремян, Сергей Мкртчян
- д. 56 — Мартын Касьян
- д. 68 — Зарэ Саакянц (мемориальная доска)

## Транспорт
Улица является пешеходно-транспортной, с тремя полосами в каждую сторону для транспорта. На улице находятся две станции метро, а также автобусные остановки.

## Галерея

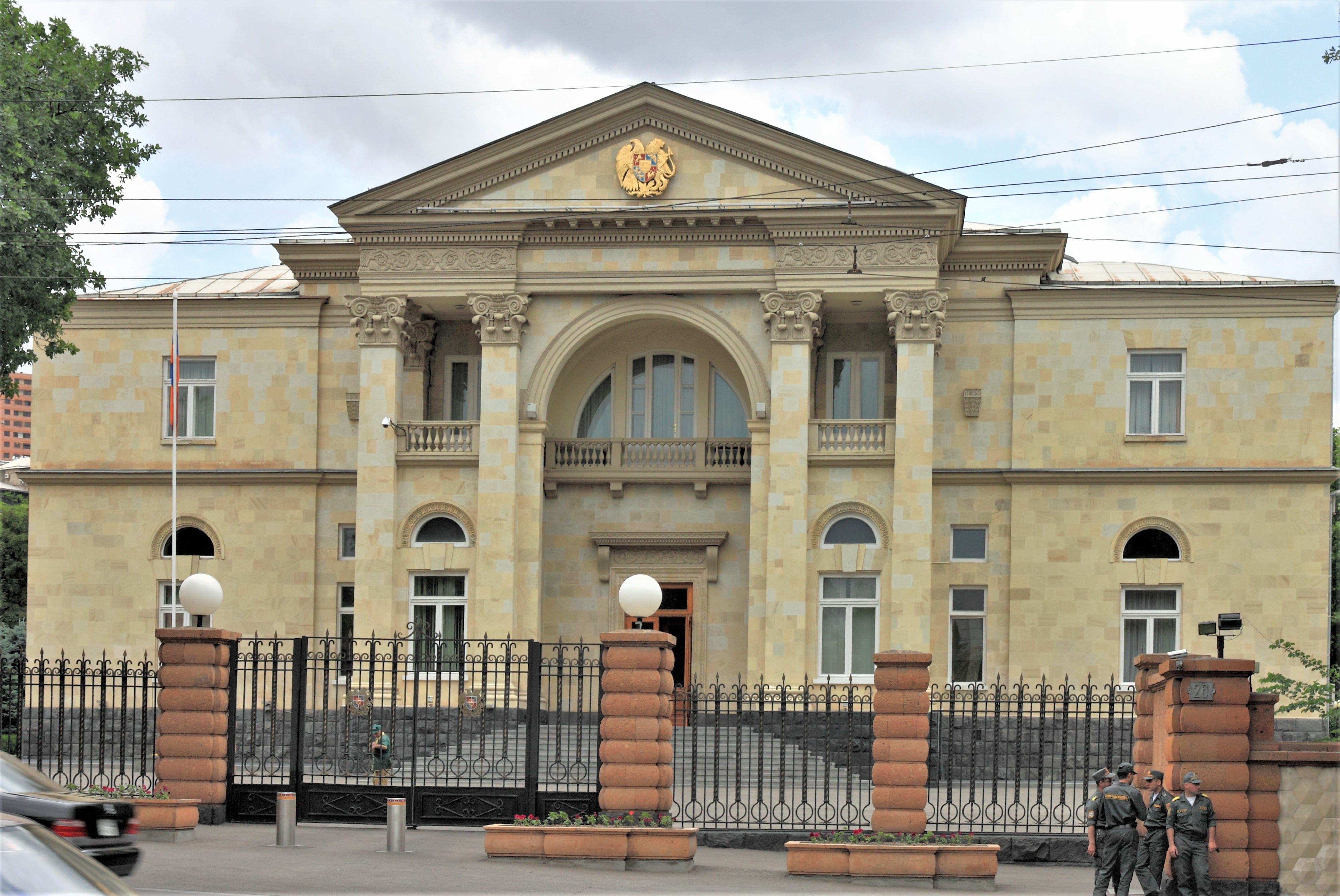
Резиденция президента Республики Армения
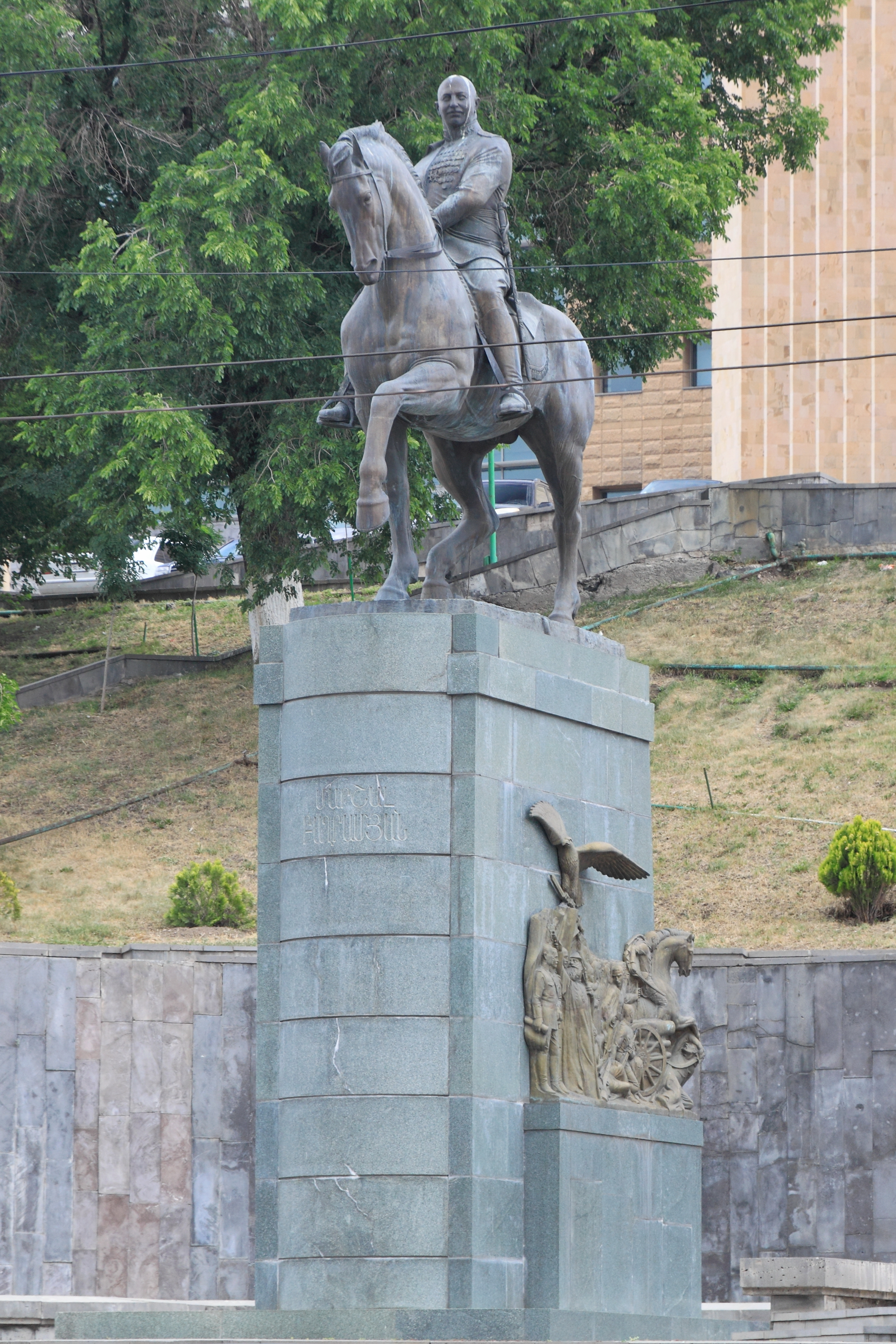
Памятник Маршалу Баграмяну
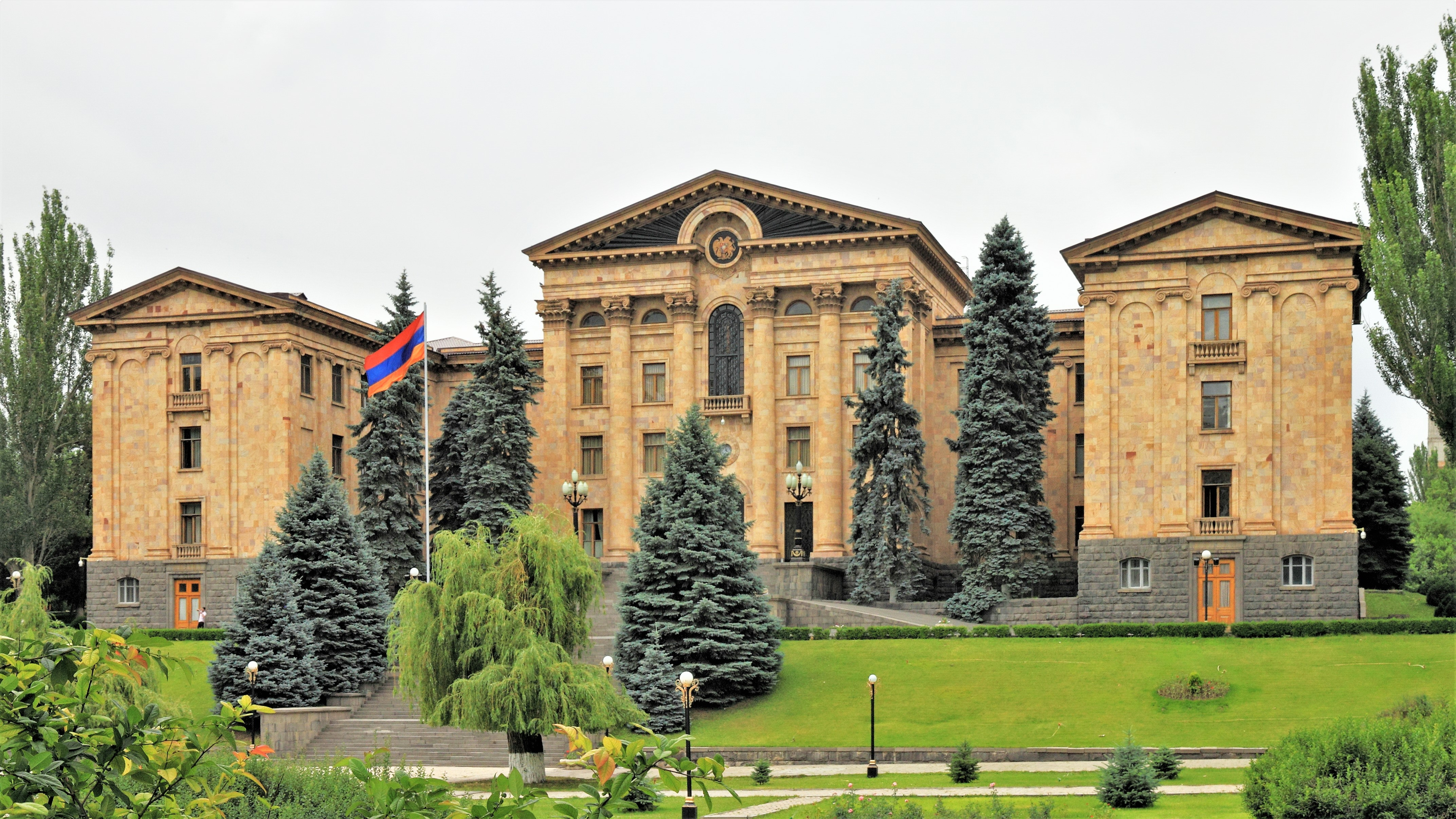
Здание Национального собрания Армении
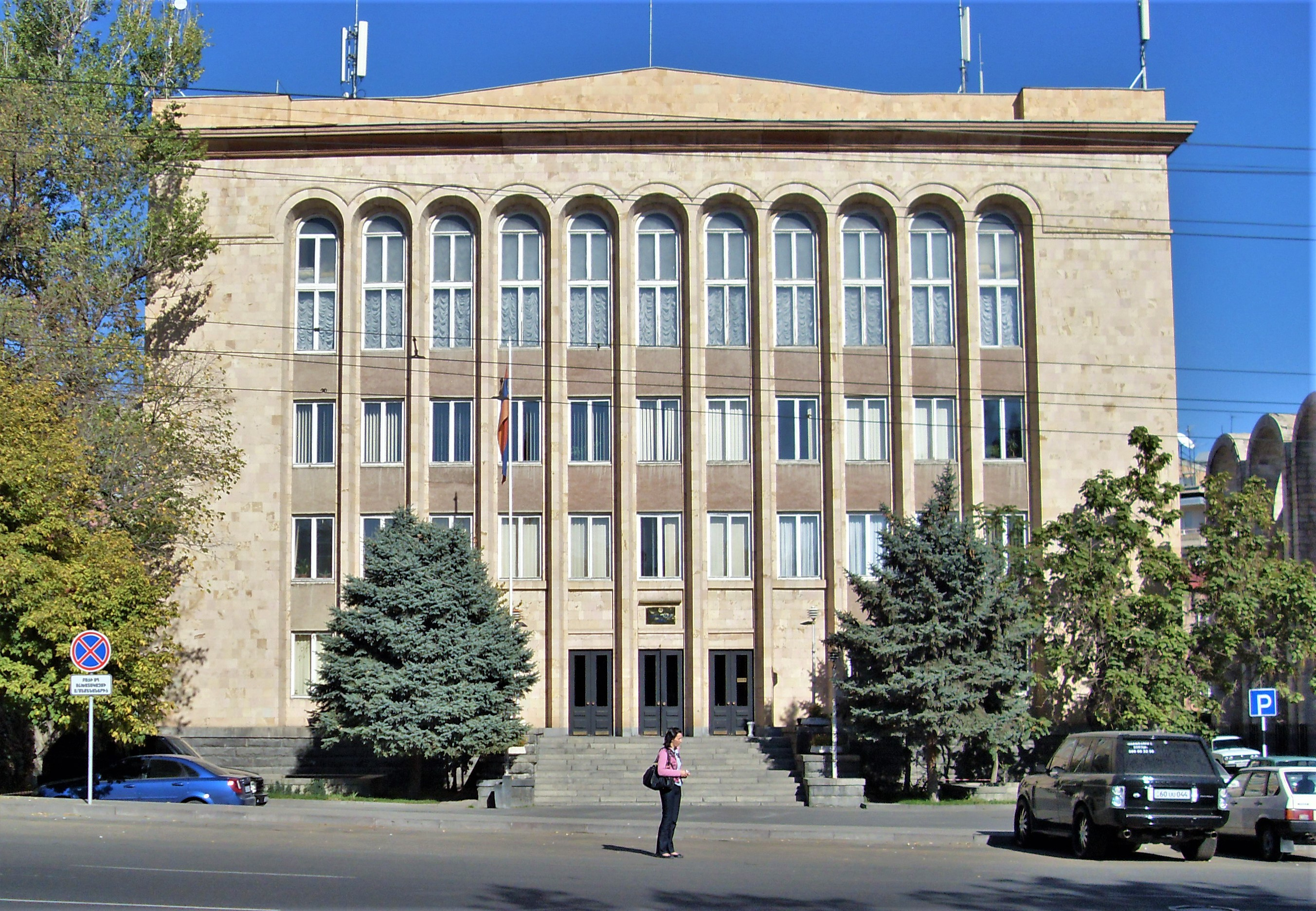
Конституциональный суд Республики Армения
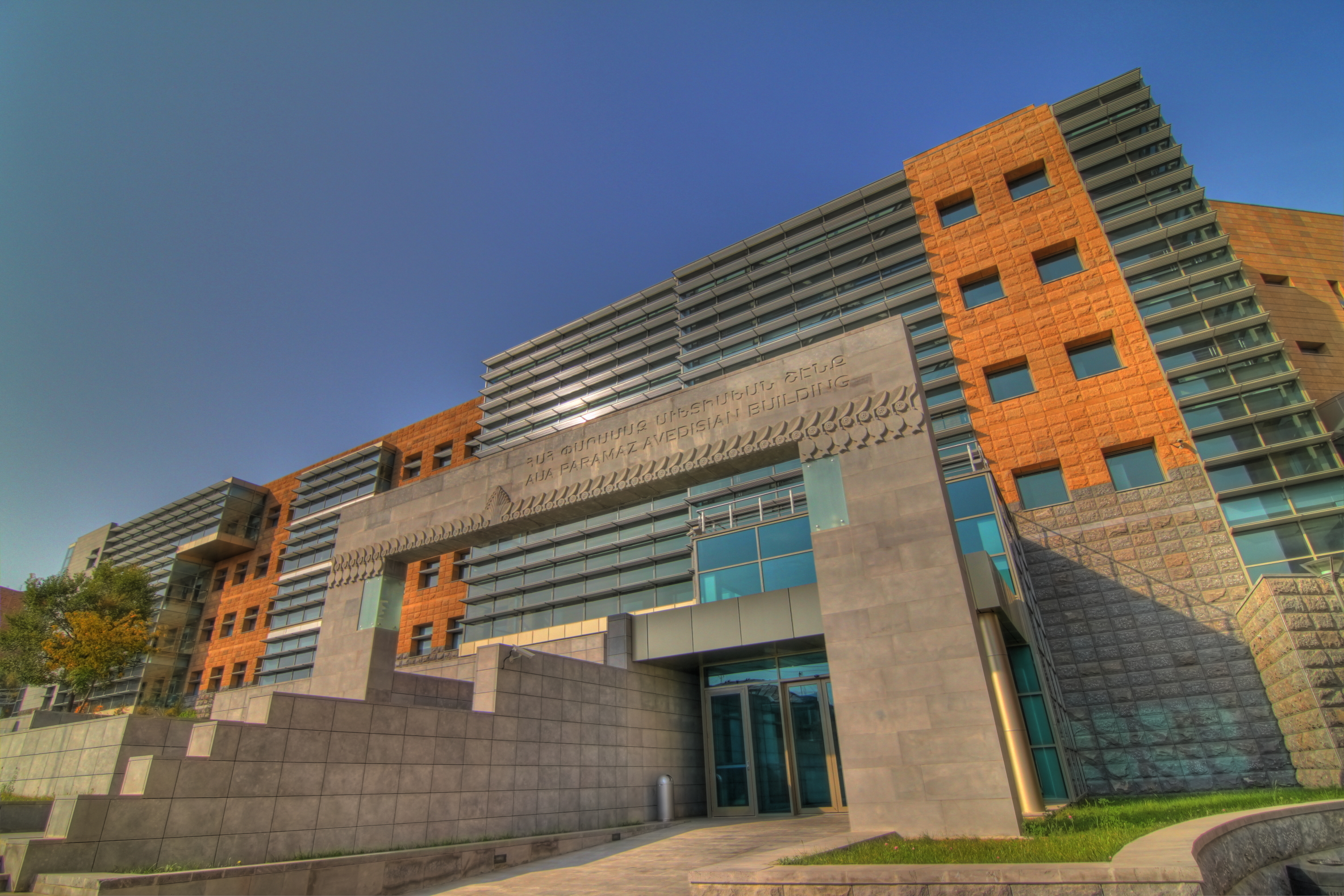
Американский университет Армении (корпус им. Парамаза Аветисяна)